# Zimbabwiske dollar
Zimbabwiske dollar var den officielle valuta i Zimbabwe fra 1980 til 12 april 2009. I 2008 oplevede Zimbabwe massiv hyperinflation, som gjorde, at værdien af den valutaen faldt dramatisk. Inflationen medførte, at valutaen reelt set blev værdiløs. Som følge af dette søgte landets befolkning alternativ valuta, primært den amerikanske dollar.